# Bismarckturm (Radebeul)
Der Bismarckturm in Radebeul, auch Bismarcksäule, ist einer von etwa 145 in Deutschland noch existierenden Bismarcktürmen zu Ehren des Fürsten Otto von Bismarck (1815–1898). Der Radebeuler Turm wurde von Wilhelm Kreis als individueller Entwurf gestaltet, von Baumeister Alfred Große aus Kötzschenbroda erbaut und am 2. September 1907 eingeweiht. Er hat eine Höhe von 18 Metern.

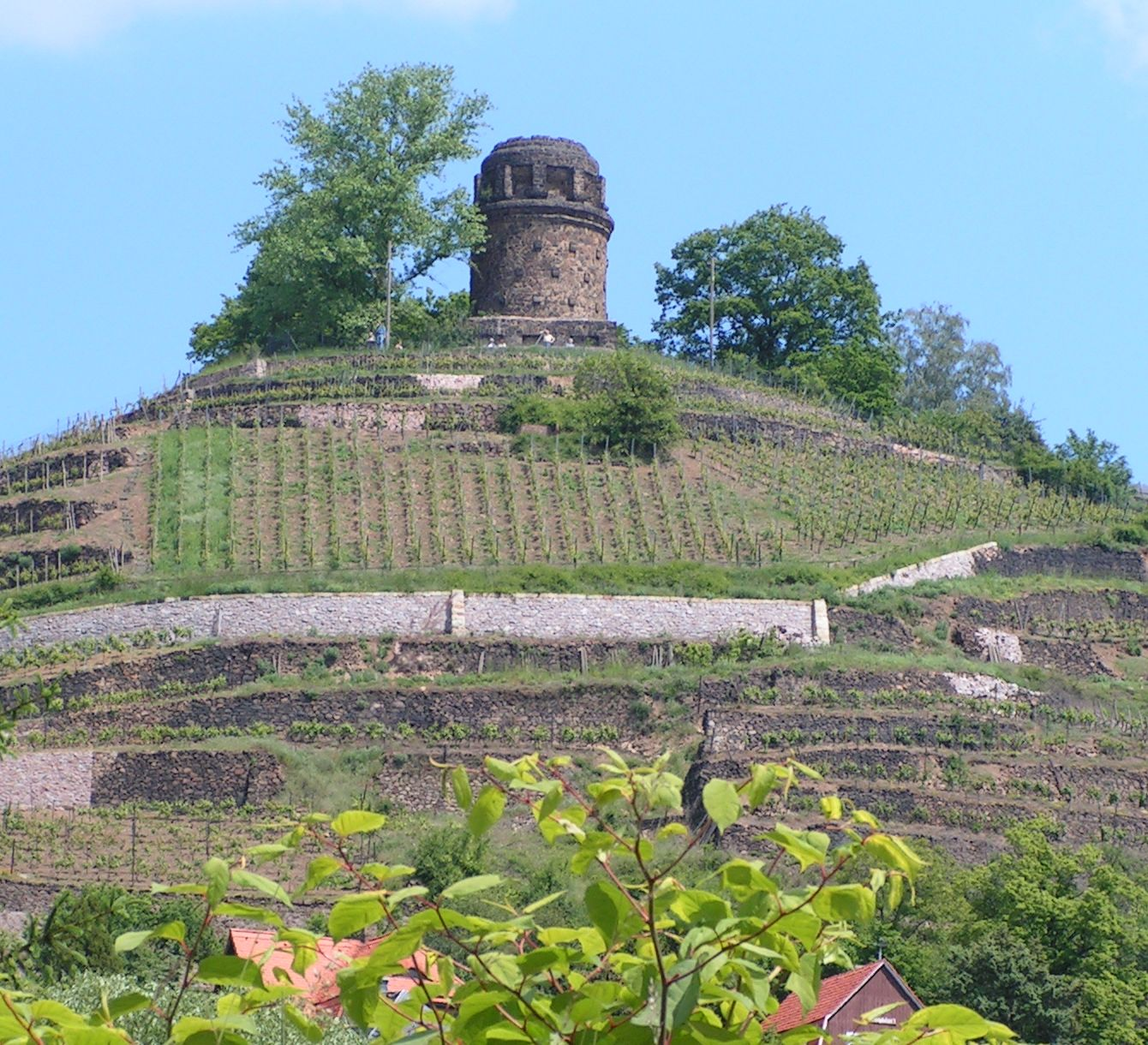
Bismarckturm in Radebeul

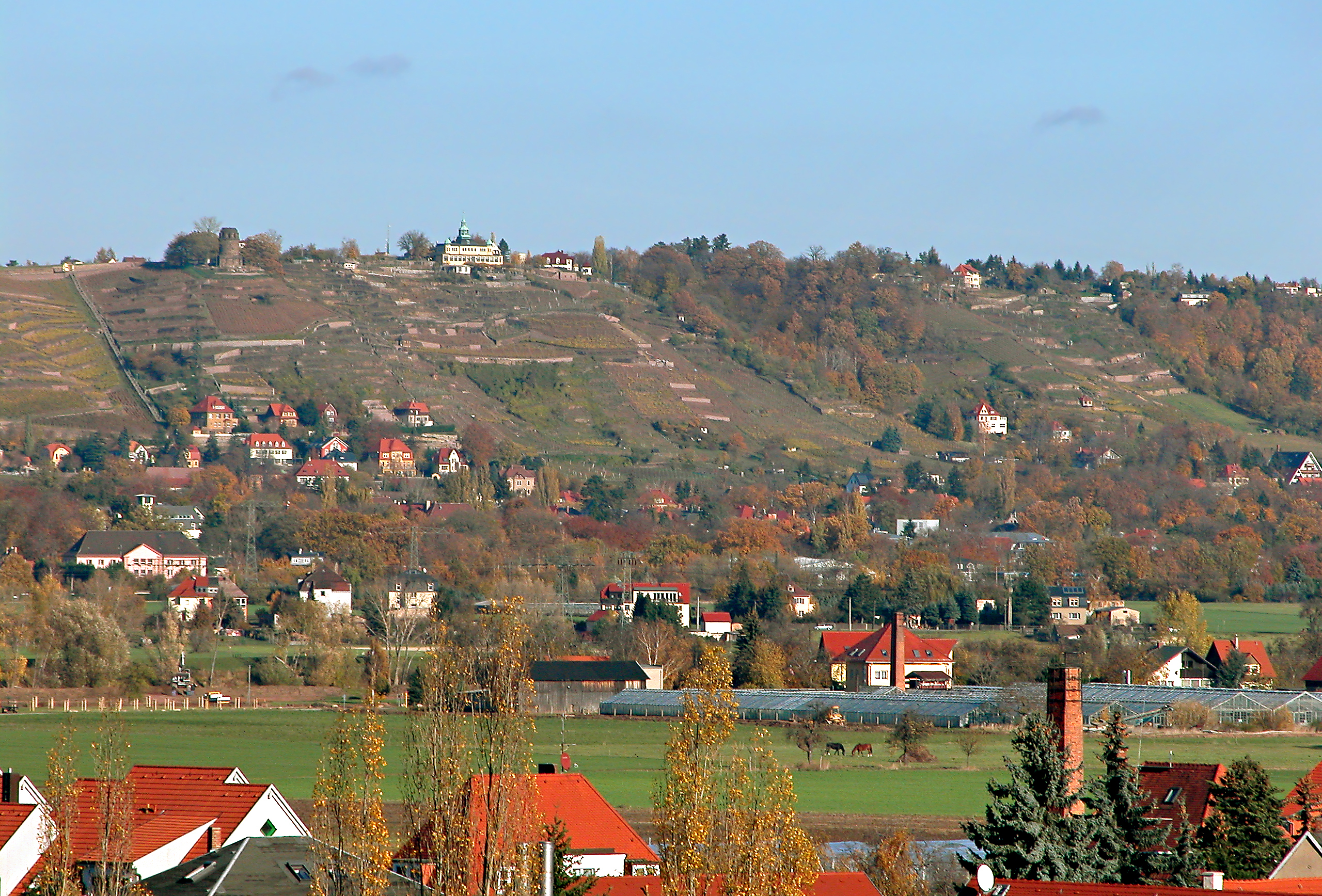
Radebeul von Süden mit Bismarckturm und Spitzhaus

Der unter Denkmalschutz stehende Bismarckturm befindet sich auf dem First eines der zahlreichen Oberlößnitzer Weinberge auf 235 m ü. NHN, nahe dem Spitzhaus und oberhalb der Hoflößnitz, die auf 140 m ü. NHN liegt und über Grund 330 m entfernt ist. Die gesamte, im Denkmalschutzgebiet Historische Weinberglandschaft Radebeul liegende, Weinbergslandschaft der Hoflößnitz gilt als Werk der Landschafts- und Gartengestaltung.
Der Turm kann gut über die Spitzhaustreppe erreicht werden und ist heute ein beliebtes Ausflugsziel, um von dem Plateau an seinem Fuß aus den Blick über das Elbtal zu genießen. Es besteht eine Sichtverbindung zur Bismarcksäule in Cossebaude und der in Räcknitz, die beide auf dem jenseitigen Elbufer liegen.

## Beschreibung

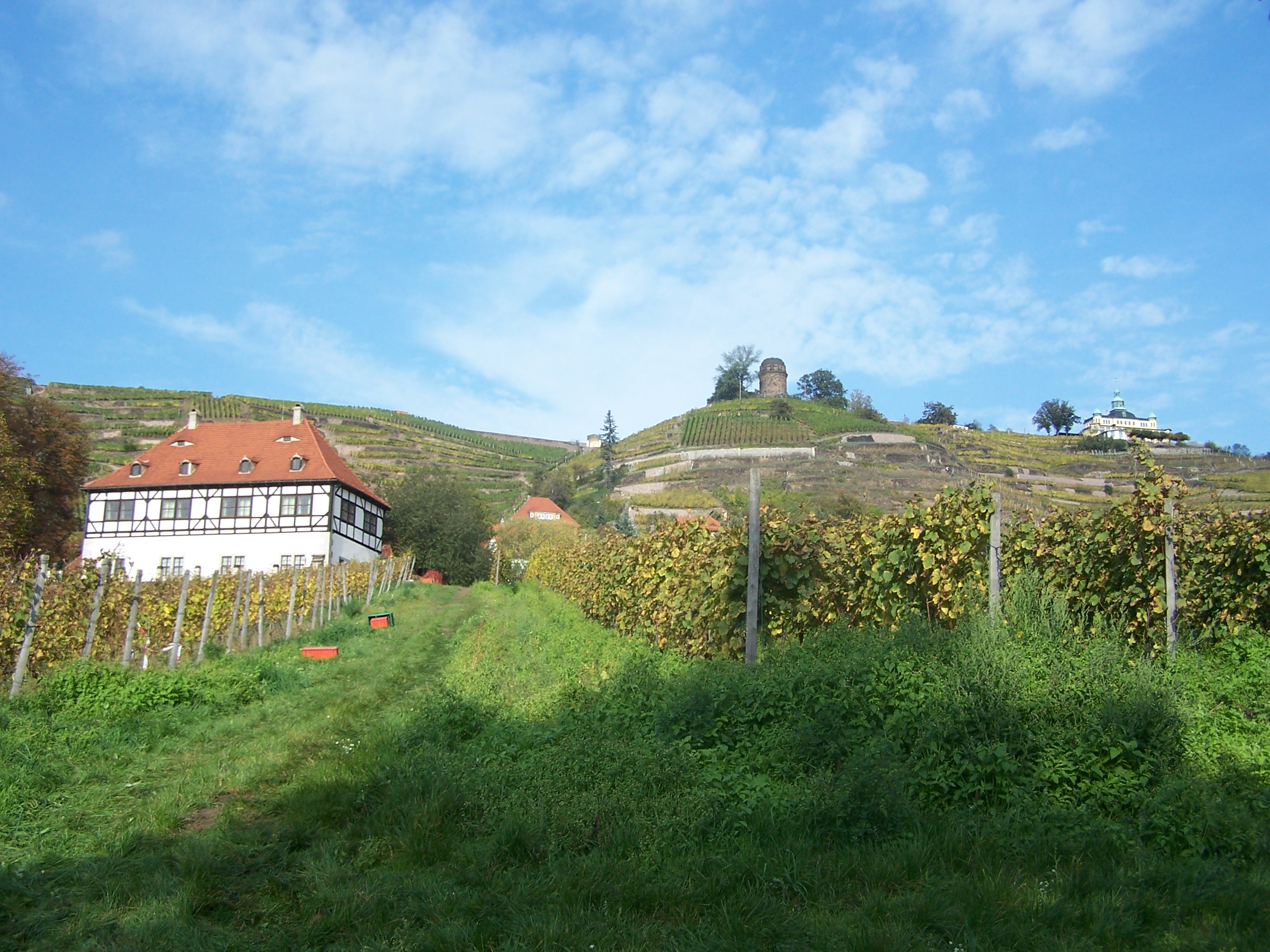
Hoflößnitz mit dem Weinberg Goldener Wagen (links im Hintergrund der Hoflößnitz) sowie Bismarckturm, Spitzhaus und Weinberg Spitzhaus (rechts)

Auf einer dreistufigen Terrassenanlage steht ein quadratischer Unterbau mit einer Höhe von vier Metern und einer Kantenlänge von 8,30 Metern, die durch flache Wandnischen untergliedert sind. Darüber erhebt sich eine runde Säule zu einer talseitigen Gesamthöhe von 18 Metern. Im oberen Drittel verläuft ein Gesims, oberhalb dessen sich eine von zehn Pfeilern gestützte kuppelförmige Schale befindet. Der Betonbau ist, wie vom Architekten Kreis vorgesehen, mit einheimischem Material verkleidet, das im Fall der Lößnitz aus Syenit besteht. Dieses Außenmauerwerk ist in der Form eines jeweils zehnbogigen Arkadenmauerwerks in vier Bogenreihen übereinander ausgeführt. Auf dem Schlussstein eines Bogens liegt ein hervorstehender Kragstein, auf dem der Fuß eines darüberliegenden Bogens aufliegt. Sowohl die zehn Stützpfeiler der Kuppelschale als auch die Bogenreihen zitieren die Bauweise des Mausoleums von Theoderich dem Großen in Ravenna und zeigen eine gewisse stilistische Verwandtschaft mit dem Bismarckturm in Stettin.
Der Turm ist im Inneren hohl, hat acht Nischen und ist nach oben offen. Dort sollte das Brennmaterial für die Feuer anlässlich der geplanten Bismarckfeiern gelagert werden. Der 1913 geplante Einbau einer Treppe zur Beschickung einer Feuerschale auf der Spitze konnte aus Kostengründen nicht verwirklicht werden. Ob es stattdessen eine offene Feuerschale vor dem Turm gab, ist nicht eindeutig belegt.
Durch eine Stahltüre auf der Bergseite gelangt man in das leere Innere. Über dieser wurde eine Inschrift „WIR DEUTSCHE / FÜRCHTEN GOTT SONST / NICHTS IN DER WELT“ angebracht. Darüber befindet sich ein hoher Dreiecksgiebel, auf dem ein Bismarckwappen sowie zwei weitere Inschriften, „Patria inserviendo consumor“ (etwa: „Durch den Dienst an der Heimat werde ich gebraucht.“ oder „Dem Vaterland dienend werde ich aufgerieben.“) und „in trinitate robur“ (etwa: „In der Dreieinigkeit (liegt) Stärke.“) angebracht wurden. Diese wurden zu DDR-Zeiten entfernt.

## Geschichte

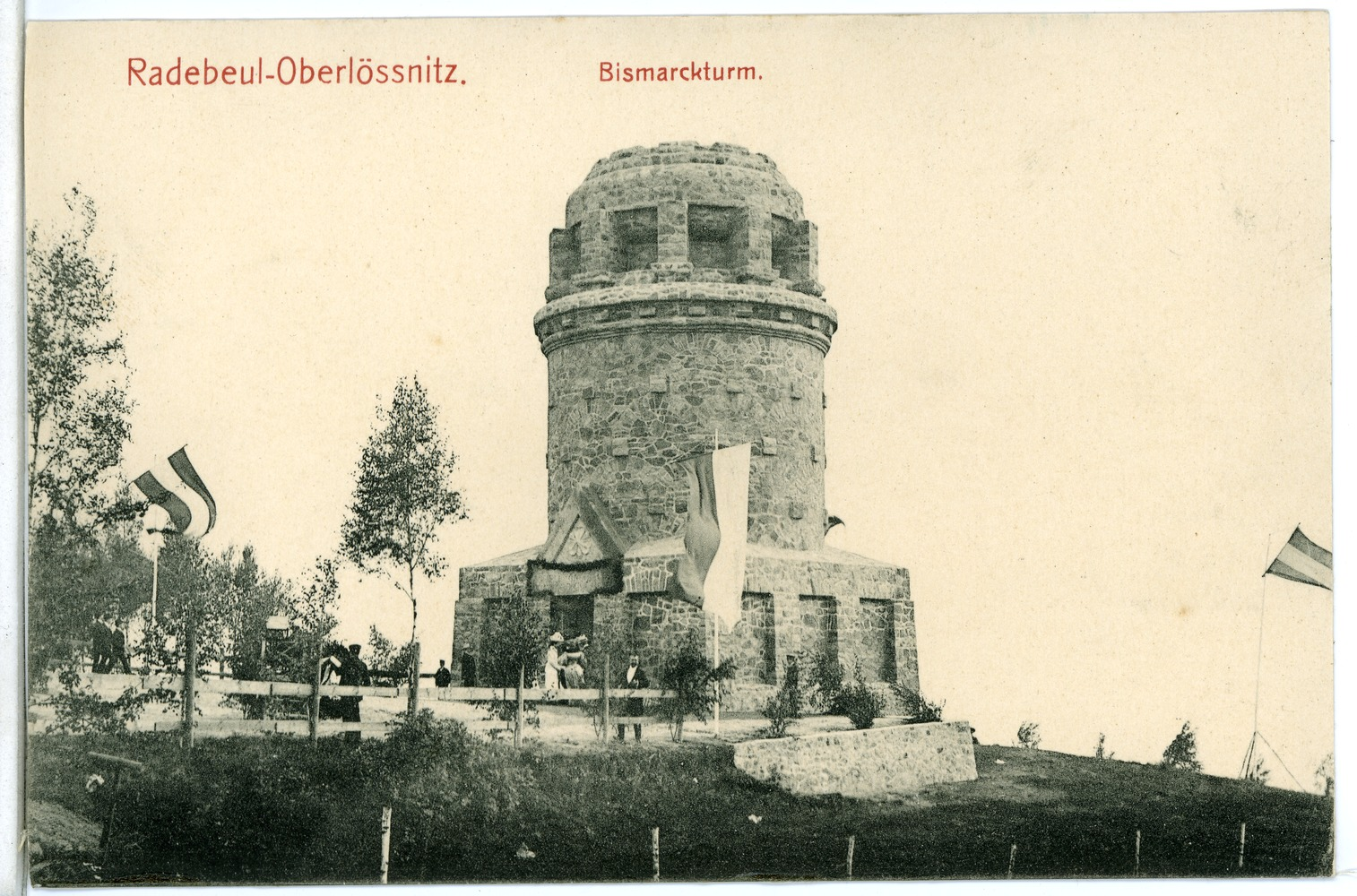
Bismarckturm von der Nordwestseite, 1908

Der Deutsch-Soziale Reformverein für Radebeul und Umgebung gründete 1902 einen Ausschuß zur Errichtung eines Bismarckturmes auf den Lößnitzbergen, auf dessen Initiative hin der Radebeuler Bismarckturm nach einem individuellen Entwurf von Wilhelm Kreis, der mit Karl May befreundet war, erbaut wurde. Der Ausschuss sammelte dazu unter anderem mit einer Tombola die benötigten 16.000 Goldmark, die Spenderliste erschien am 12. September 1903 im Radebeuler Tageblatt. Auch Karl May gab 100 Goldmark dazu. Das notwendige Grundstück von etwa 1000 m² wurde durch eine Privatperson gestiftet. Am 30. April 1907 erfolgte die Grundsteinlegung und am 2. September des gleichen Jahres die Einweihung.
Nach dem Zweiten Weltkrieg wurden die Hinweise auf Bismarck entfernt. 1961 wurde der Turm offiziell in Turm der Jugend umbenannt, auch wenn der Name sich in der Bevölkerung nicht durchsetzen konnte. Im Jahr 1993 erhielt der Turm seinen ursprünglichen Namen zurück.
Anlässlich des 100-jährigen Jubiläums der Einweihung des Bismarckturms stand im September/Oktober 2007 eine Bautreppe des vereins für denkmalpflege und neues bauen radebeul, des Heimatvereins Wahnsdorf und des Ortschaftsrats Wahnsdorf im Turm, mit der er von mehr als 1.000 interessierten Besuchern begangen und von oben als Aussichtsturm erlebt werden konnte. 2013 konnten sich Besucher zum Tag der offenen Aussicht mit einem Hubwagen auf die Höhe des oberen Kranzes bringen lassen und so schon einmal die künftige Aussicht ins Hinterland bis zum Moritzburger Schloss entdecken.
Am 1. April 2015, zum 200. Geburtstag Bismarcks, wurde der Grundstein für das Treppenprojekt gelegt. Am 8. September 2019, dem Tag des offenen Denkmals, wurde die Treppe mit 83 Stufen eingeweiht und war erstmals fürs Publikum erlebbar. Es wurden 300.000 Euro für deren Bau gespendet, wodurch der Turm zum Aussichtsturm wurde. Seit 2020 wird der Turm im Sommerhalbjahr für Besucher geöffnet.

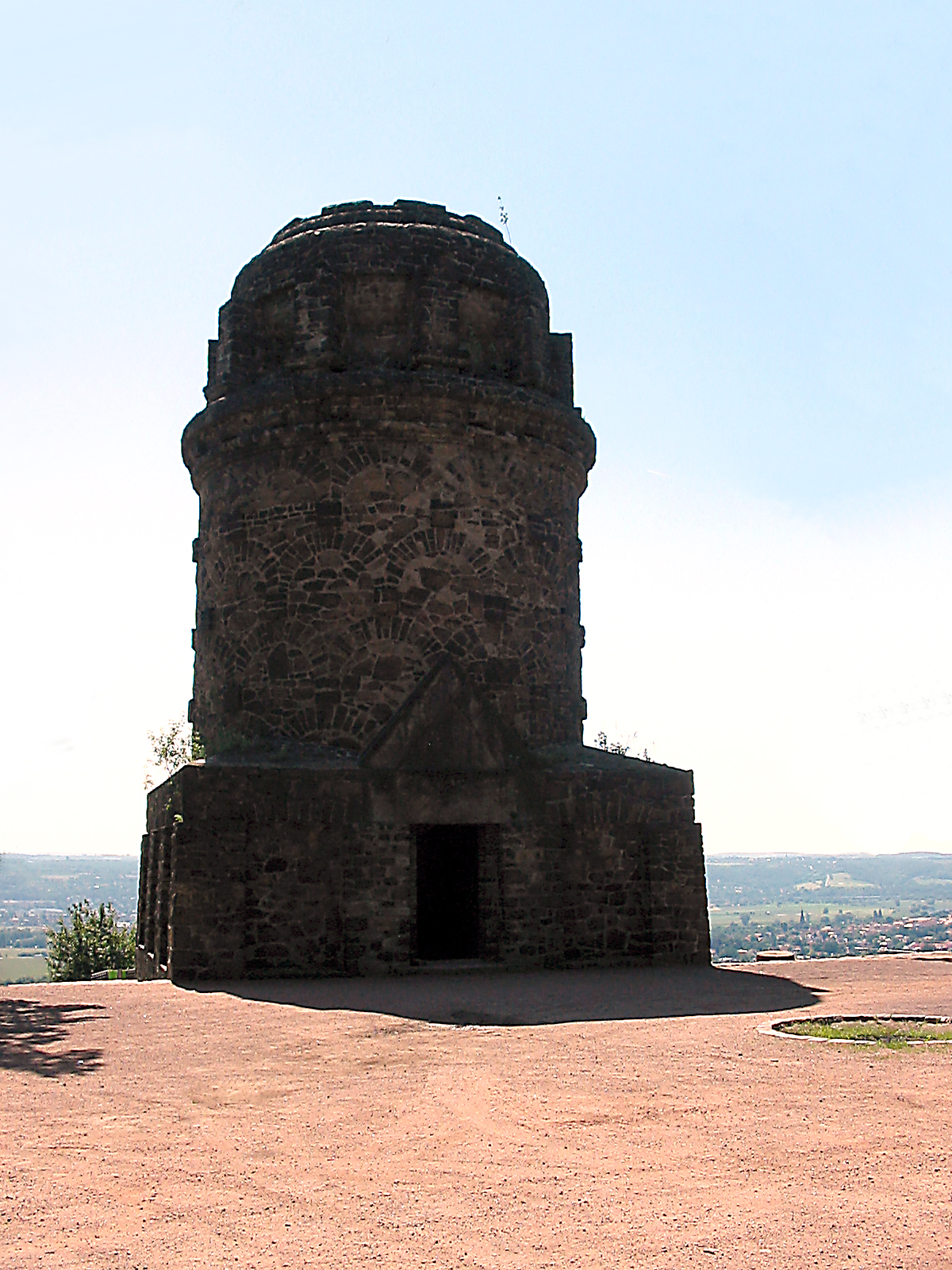
Bismarckturm von der Bergseite und im Gegenlicht
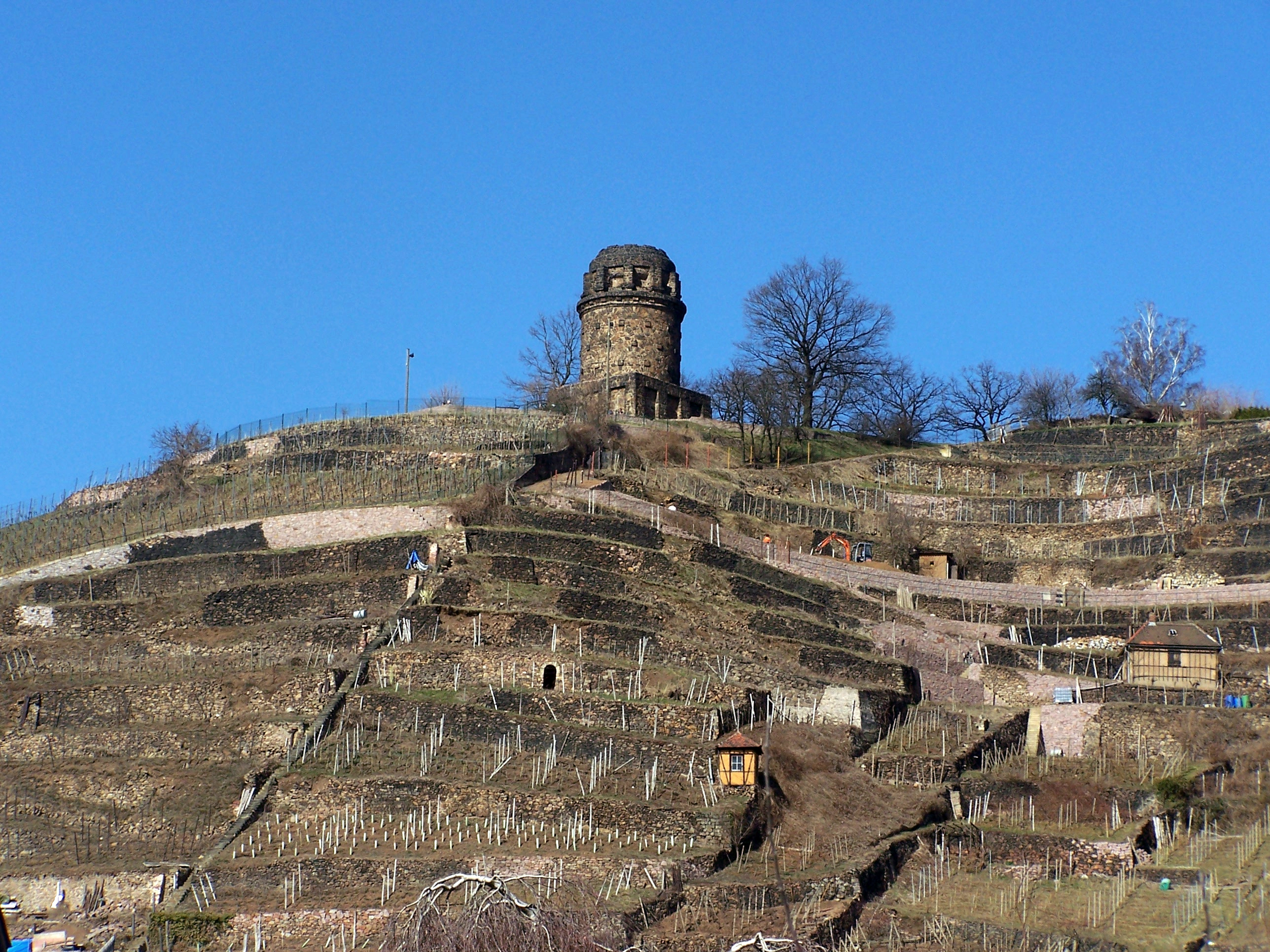
Sanierung der Steillage unterhalb des Bismarckturms, rechts unten zwei Gerätehäuschen
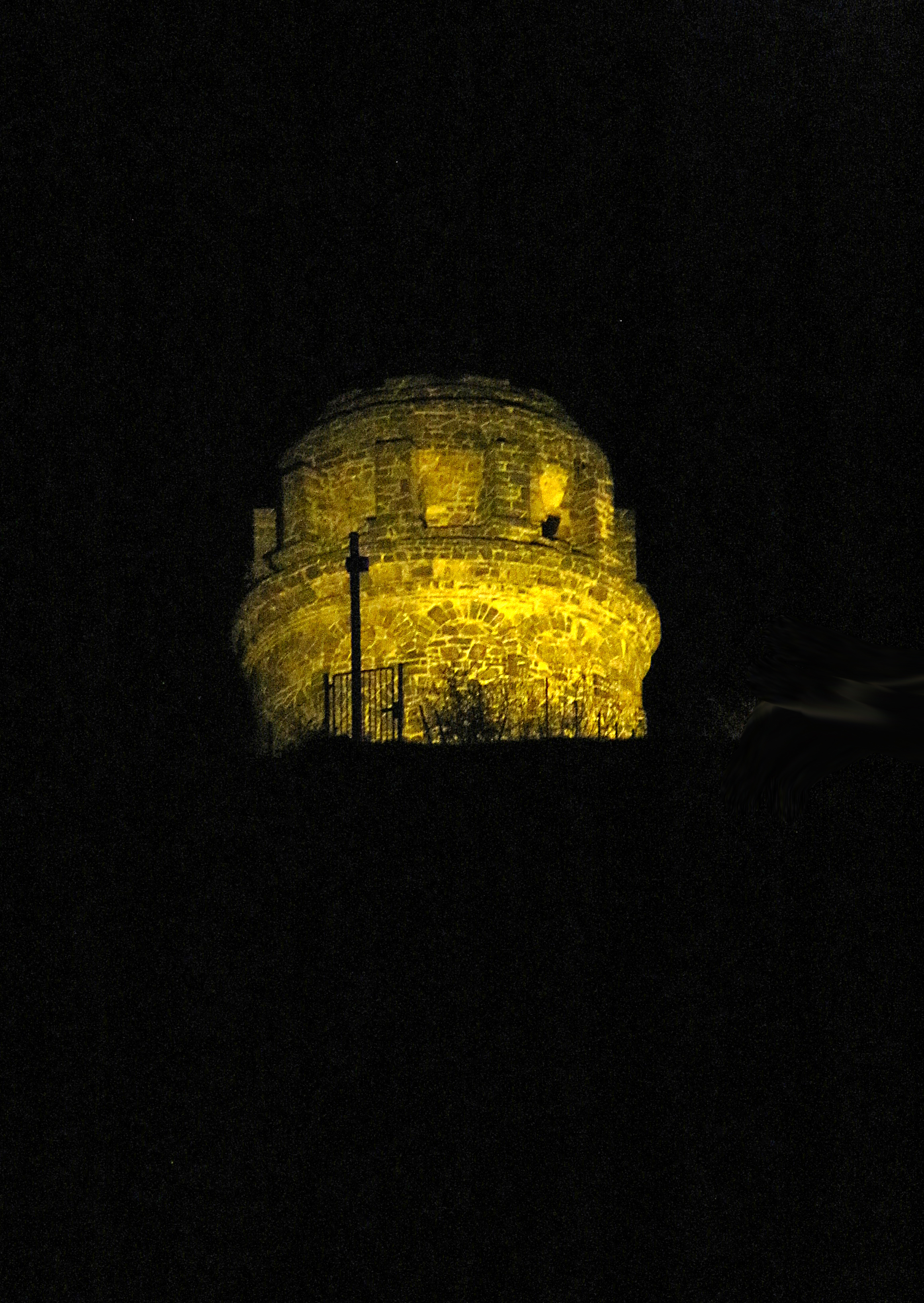
Treppenmarathon 2012: Bismarckturm bei Nacht
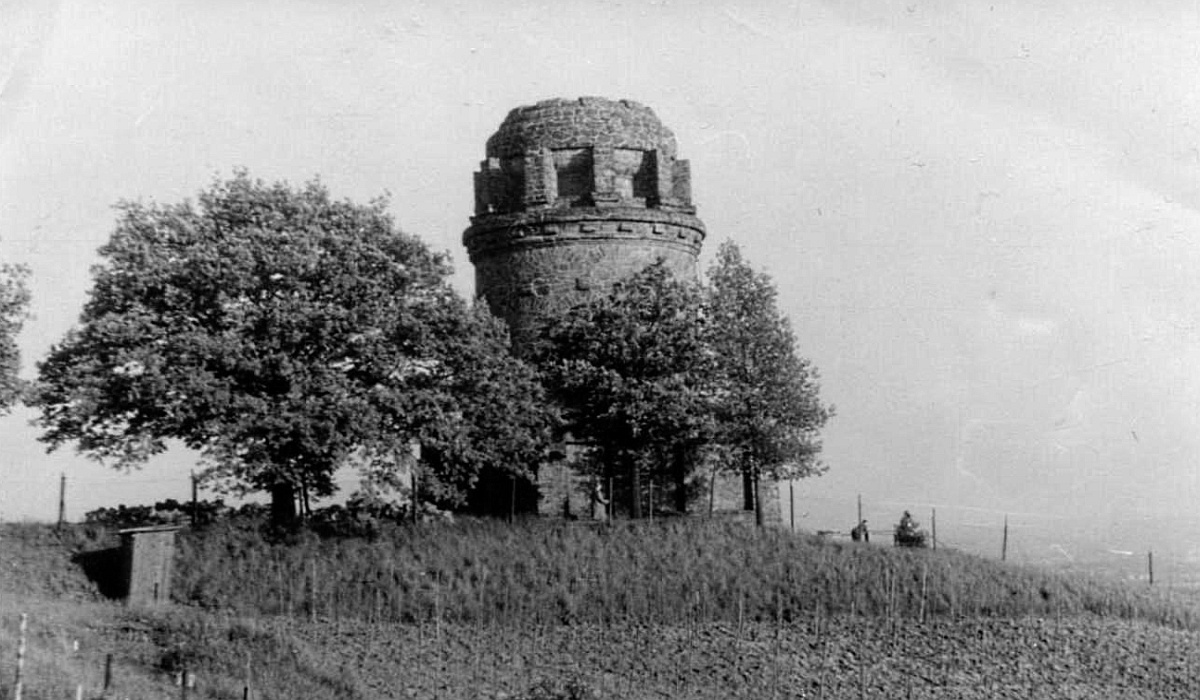
Bismarckturm vor 1968
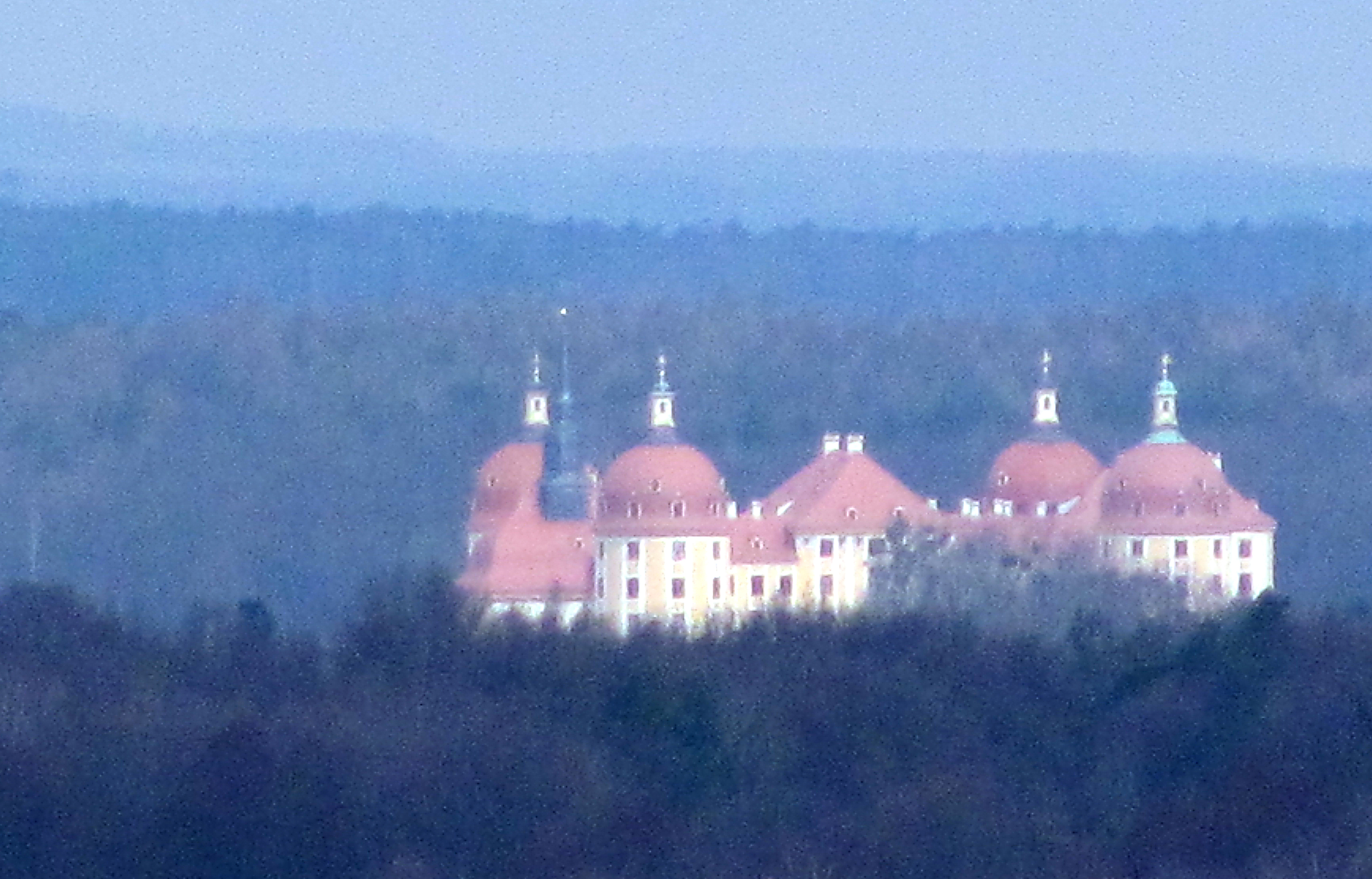
Schloss Moritzburg, von der Krone des Bismarckturms aus